# سد الدرويش
سد الدرويش هو أحد سدود الطائف التاريخية.

## الوصف
يًطلق عليه أيضًا سد الملواة، ويقع في وادي عرضة، جنوب غرب الطائف، ويمتد جداره من الشمال الشرقي إلى الجنوب الغربي، وهو من طراز السدود ذات الجدارين، ومن النوع المتدرج، وقد تهدم الجزء الجنوبي الغربي منه، أما طول الجزء المتبقي منه فيبلغ 50 مترًا، وارتفاعه 9.80 متر، وسمكه 4 أمتار، وقد بني من جدارين حُشي ما بينهما بأحجار صغيرة، يرجع تاريخه إلى العصر الأموي.